# 顾彦朗
顾彦朗（?—891年），晚唐军阀，887年起以节度使身份控制东川直至去世。

## 家世
顾彦朗生年不详。根据《新唐书》本传，他是丰州人氏。他和弟弟顾彦晖都在天德军为小校。天德防御使蔡京认为兄弟俩将来会封侯，让儿子蔡叔向等给了他们很多钱，他们也稍稍升官。在随后黄巢的农民大军起事中，顾氏兄弟参与对黄巢作战并协助收复都城长安。顾彦朗被任为右卫大将军。

## 任节度使
光启三年（887年），唐僖宗任顾彦朗为东川节度使。当他赴任途经劍門时，邻镇西川节度使陈敬瑄的部下夺了他的符节，不让他进入东川，他只得停留在利州。陈敬瑄还诬陷顾彦朗擅自兴兵掠西境。在朝廷使者调停下，陈敬瑄才准许顾彦朗赴任东川。到任后，顾彦朗任弟弟顾彦晖为汉州刺史。陈敬瑄及其弟西川监军、曾大权在握的宦官田令孜攻打东川，被顾彦朗击退。僖宗命工部尚书张读劝解未果，张读因此获罪被贬为睦王傅。因两川交战，贡赋道路断绝，朝廷派孙偓前去征收。
同时，顾彦朗之前在神策军的同僚王建占领阆州，自称刺史，派军队袭击附近地区。顾彦朗怕被王建袭击，时时遣使重提他们当年的友谊并秘密馈赠军粮。王建最终没有袭击东川。
陈敬瑄却担心顾、王合兵攻打西川。田令孜曾以王建为养子，称自己能把王建召来为陈效力。陈敬瑄便写信请王建前来。王建起初也同意了，到东川军部梓州遣使给顾彦朗带信说：“十军阿父（田令孜）召我，我欲依太师（陈敬瑄）求得一大州。”把家眷留在顾彦朗身边，前往西川军部成都。但王建还在途中时，西川参谋李乂又对陈敬瑄说王建不可靠，陈敬瑄便想阻止王建。但王建于路击败陈敬瑄派来阻拦他的部将，坚持前往成都，陈敬瑄责怪他犯境，王建军吏答：“阆州司徒（王建）刚寄家于东川，而军容（田令孜）、太师的使者相继来召，现在又拒绝，为什么？司徒不惜改辕东向北上看望太师，反被拒绝，担心顾梓州又疑我是何居心缘故。使我来报，欲寄食汉州，公不要再生疑。”王建并请兵于顾彦朗。顾彦朗因心怀旧恨，也派顾彦晖率军协助王建，屯学射山，西川道路断绝。十二月，他们合兵五万包围成都三日却不能攻克，陈敬瑄告急于朝廷，朝廷诏宦官说和，又派遣左谏议大夫李洵为两川宣谕和协使、凤翔节度使李茂贞告谕，于是解围。
但是，王建继续讨伐陈敬瑄，袭取了西川的很多州县。文德元年（888年），唐僖宗崩，弟唐昭宗继位，他厌恶田令孜。王建上表昭宗称陈敬瑄、田令孜为反抗朝廷统治的叛军，应予以征讨，顾彦朗害怕王建侵伐，也上表支持王建并请求为王建雪冤。昭宗任宰相韦昭度为新任西川节度使，召陈敬瑄回长安任龙武统军。陈敬瑄抗命，昭宗便向他宣战，以韦昭度为行营招讨使，顾彦朗为行军司马，王建为永平军节度使，山南西道节度使杨守亮为行营招讨副使。
这场战事持续了几年。大顺二年（891年），陈敬瑄陷入绝境，但朝廷因新败于军阀河东节度使李克用，国库耗尽。昭宗想停止讨伐陈敬瑄，下诏恢复其官爵，命顾彦朗、王建各自撤军。但王建觉察到陈敬瑄即将战败，恐吓韦昭度交出军权只身回长安。陈敬瑄、田令孜投降，王建成为西川节度使。王建亦有心窥伺东川，但因与顾彦朗为连襟，没有采取行动。不久，顾彦朗卒，顾彦晖称东川留后。王建开始图谋东川。
顾彦朗以蔡叔向为副使，是为了报答旧恩，也很尊敬他。蜀郡有术士朱洽，曾对人说：“二顾虽位尊为节度使，生前没有宅第，死后没有坟墓。”人们不明白。有人说：“二顾出身天德军小将，因缘际会立功，被除授东川，弟兄相继割据。大顾（顾彦朗）薨，遗命焚烧尸骸归葬丰州，因多事未果。等到小顾（顾彦晖）狼狈的时候，连送终的葬礼都没有。”这就是朱洽的言论，后来果然如其所言。
子顾在珣，后来成为王建建立的前蜀政权第二任皇帝后主王衍的狎客，官至武勇军使、嘉州刺史。